# Rijtse Vennen
Rijtse Vennen is een woonwijk in Nederlandse gemeente Deurne ten westen van Deurne-centrum.
De wijk werd tussen 2009 en 2018 aangelegd aan de westzijde van de dorpskom van Deurne, in een van de laatste open gebieden tussen de dorpskom en de bossen tussen Deurne en Helmond.
De wijk is, evenals het nabij gelegen zorgcentrum Het Rijtven, genoemd naar een aantal in 1832 gedeeltelijke ontgonnen percelen land genaamd de Reitvennen (Rijtvennen,  Rietvennen), door welk gebied ook de Rijtvense Loop stroomt. Het wijkgebied wordt begrensd door het genoemde zorgcentrum, de Helmondseweg, de Binderendreef, de Rijtvenseweg en de Helmondsingel. De wijk, die in totaal ongeveer driehonderd woningen telt, werd ontwikkeld vanuit het concept duurzaamheid.
De wijk Rijtse Vennen valt onder de wijkraad Deurne-West.
Op 28 januari 2012 verwelkomde de gemeente Deurne de kopers en huurders van in totaal 67 nieuwe woningen in de duurzame wijk De Rijtse Vennen aan de straat Rietven. De woningen werden uitsluitend gebouwd voor starters op de huizenmarkt. Zeventien van de negentien woningen waren Koopgarant-woningen. De Vennekeshof binnen deze wijk telt 44 woningen.
Deze wijk had, samen met de Deurnese straat Visser, de primeur van een van de eerste oplaadpalen voor elektrische auto’s binnen Deurne.
Dorpen: Deurne · Helenaveen · Liessel · Neerkant · Vlierden · Walsberg

Buurtschappen: Baarschot · Belgeren · Bleijs · Breemortel · Groote Bottel · Kleine Bottel · Groot Bruggen · Klein Bruggen · Derp · Donschot · Haageind · Halte · Hanenberg · Heieind · Heimolen · Heitrak · Kerkeind · Kranenmortel · Kulert · Leensel · Luttel Meijel · Merlenberg · Molenhof · Pannenschop · Ruth · Schans · Schelm · Sloot · Veldheuvel · Vloeieind · De Voorstad · Voorste Beerdonk · Voort · Vreekwijk

Noord-Brabant: Steden en dorpen      Nederland: Provincies · Gemeenten